# Municipio de Neely
El municipio de Neely (en inglés: Neely Township) es un municipio ubicado en el condado de Butler en el estado estadounidense de Misuri. En el año 2010 tenía una población de 1126 habitantes y una densidad poblacional de 7,26 personas por km².

## Geografía
El municipio de Neely se encuentra ubicado en las coordenadas 36°33′56″N 90°31′23″O / 36.56556, -90.52306. Según la Oficina del Censo de los Estados Unidos, el municipio tiene una superficie total de 155.06 km², de la cual 154,72 km² corresponden a tierra firme y (0,22 %) 0,34 km² es agua.

## Demografía
Según el censo de 2010, había 1126 personas residiendo en el municipio de Neely. La densidad de población era de 7,26 hab./km². De los 1126 habitantes, el municipio de Neely estaba compuesto por el 86,68 % blancos, el 10,75 % eran afroamericanos, el 0,53 % eran amerindios, el 0,18 % eran asiáticos y el 1,87 % eran de una mezcla de razas. Del total de la población el 0,18 % eran hispanos o latinos de cualquier raza.